# ريميلي ويركيون
ريميلي ويركيون (بالفرنسية: Remilly-Wirquin)‏ هي بلدية تقع في إقليم باد كاليه من منطقة نور با دو كاليه في شمال فرنسا. تبلغ مساحة هذه المدينة 5.23 (كم²)، وترتفع عن سطح البحر 52 م، يبلغ عدد سكانها 348 نسمة حسب إحصاء المعهد الوطني للإحصاء والدراسات الاقتصادية سنة 2009 م. وترأس René Denuncq البلدية خلال فترة (2008-2014).